# Erminio Rullo
Erminio Rullo (Nápoles, Italia, 19 de febrero de 1984) es un exfutbolista y entrenador italiano. Jugaba de defensa.

## Trayectoria
Rullo creció en las categorías inferiores del Lecce, donde ganó dos campeonatos "Primavera", y del Inter de Milán, en el que logró por tercera vez este título.
El 31 de agosto de 2003 debutó en Serie A con el primer equipo del Lecce, frente a Lazio. La temporada siguiente, bajo la guía del técnico checo Zdeněk Zeman, se ganó un puesto de titular como lateral izquierdo, disputando 35 partidos y marcando un gol. En total jugó 95 partidos con el club salentino entre 2003 y 2007, a los que se añaden tres partidos en Copa Italia.
El 25 de enero de 2007 fue adquirido por el club de su ciudad natal, el Napoli. Sin embargo, con los partenopeos no tuvo muchas oportunidades de jugar (sólo 11 partidos en la liga y 4 en la Copa Italia, entre 2007 y primera mitad de 2008), así que el 26 de junio de 2008 fue cedido a préstamo por un año al Triestina de la Serie B.
El 10 de enero de 2011 fichó por el Modena. En el 2013 volvió al Lecce, donde permaneció hasta enero de 2015, para luego fichar por el Messina. El 15 de julio del mismo año fue transferido al Martina Franca, donde se quedó una temporada. En agosto de 2016 pasó al Olympia Agnonese de la cuarta división italiana.
Después del retiro, fue entrenador del Olympia Agnonese y el Avezzano.

## Selección nacional
Rullo ha disputado varios partidos con las selecciones menores de Italia: 5 con la sub-15, 2 con la sub-20 y 1 con la sub-21.

## Clubes
| Club                    | País   | Año       |
| ----------------------- | ------ | --------- |
| US Lecce                | Italia | 2003-2007 |
| S. S. C. Napoli         | Italia | 2007-2008 |
| U.S. Triestina (cedido) | Italia | 2008-2009 |
| S. S. C. Napoli         | Italia | 2009-2011 |
| Modena F. C.            | Italia | 2011-2012 |
| U. S. Lecce             | Italia | 2013-2015 |
| A. C. R. Messina 1947   | Italia | 2015      |
| A. S. Martina Franca    | Italia | 2015-2016 |
| P. S. Olympia Agnonese  | Italia | 2016-2017 |
| Avezzano Calcio         | Italia | 2017      |
| P. S. Olympia Agnonese  | Italia | 2017-2018 |
| U. S. D. Fasano         | Italia | 2018-2019 |
| P. S. Olympia Agnonese  | Italia | 2019-2020 |